# کاریرو دا وارزیا
کاریرو دا وارزیا (پرتغالی: Careiro da Várzea) یک شهرداری است که در ایالتآمازوناس، برزیل واقع شده است.